# All Alone With You
「All Alone With You」(올 얼론 위드 유)는 EGOIST의 4매째 싱글이다. 2013년 3월 6일에 Sony Records로부터 발매되었다.

## 개요
전작 「이름이 없는 괴물」로부터 약 4개월만의 릴리스가 되는 2013년 1 작목의 싱글. 표제곡은, 텔레비전 애니메이션 「PSYCHO-PASS」의 후기 엔딩 테마에 기용되었다. 전작에 계속해, 판매 형태는 초회 한정반, 통상반의 2종 릴리스로, 전자에는 표제곡의 PV 및 「PSYCHO-PASS」논크레딧 ED가 수록되고 있다.

## 수록곡
（전 작사·작곡·편곡: ryo）
1. All Alone With You  [5:50]
후지텔레비 계 「노이타미나」 애니메이션 「PSYCHO-PASS」후기 엔딩 테마.
전작의 EDM으로부터 일변한 미디엄 발라드 조의 악곡이 되고 있다.
2. elbadaernU [4:10]
타이틀의 의미는 「불가해한, 판독하기 어렵다(Unreadable)」의 의미이다.
테크노 디스코 조의 악곡이 되고 있다.
3. All Alone With You （TV Edit 92s ver） [1:32]
4. All Alone With You -Instrumetal-
5. elbadaernU -Instrumetal-
6. All Alone With You (TV Edit 92s ver） -Instrumetal-

DVD（초회 한정반만）
1. All Alone With You（Music Video）
2. 「PSYCHO-PASS 사이코패스」Ending 논크레딧 무비